# Faculté des sciences humaines et sociales de Tunis
 (avril 2016).
Si vous disposez d'ouvrages ou d'articles de référence ou si vous connaissez des sites web de qualité traitant du thème abordé ici, merci de compléter l'article en donnant les références utiles à sa vérifiabilité et en les liant à la section « Notes et références ».
La faculté des sciences humaines et sociales de Tunis ou FSHST, appelée faculté des lettres et des sciences humaines de Tunis jusqu'en 1986, est un établissement universitaire tunisien rattaché à l'université de Tunis. Fondée en 1958, elle se situe sur le boulevard du 9-Avril à Tunis.
Mohamed Talbi en a occupé le poste de premier doyen.

## Études
La FSHST est une faculté d'études littéraires se spécialisant dans les matières suivantes : anglais, arabe, français, géographie, histoire, patrimoine, philosophie, psychologie et sociologie.

## Doyens
- 1967-30 juin 1970 : Mohamed Talbi
- 1er juillet 1970-30 novembre 1972 : Abdelkader Mhiri
- 1er décembre 1972-31 janvier 1975 : Mohamed Hédi Ben Halima
- 1er février 1975-17 décembre 1978 : Mohamed Yalaoui
- 18 décembre 1978-1983 : Mohamed Abdeslem
- 3 août 1983-30 août 1986 : Abdelmajid Charfi
- 1er septembre 1986-11 février 1987 : Ridha Boukraa
- 12 février 1987-17 novembre 1987 : Taoufik Bachrouch
- 19 novembre 1987-31 mars 1990 : Mohamed Hédi Chérif
- 1er avril 1990-31 mars 1993 : Hassouna Mzabi
- 1er avril 1993-30 avril 1996 : Ali Mahjoubi
- 2 mai 1996-30 avril 1999 : Hassen Annabi
- 1er mai 1999-avril 2005 : Habib Dlala
- 2005-31 juillet 2011 : Hmaied Aziza
- 1er août 2011-18 juin 2014 : Noureddine Kridis[2]
- 19 juin 2014-17 octobre 2017 : Hayet Amamou
- 17 octobre 2017-13 novembre 2020 : Jamil Chaker
- depuis le 13 novembre 2020 : Abdelhamid Fenina[3]

## Professeurs
- Lotfi Aïssa
- Hayet Amamou
- Hassen Annabi
- Samir Aounallah
- Ramla Ayari
- Taoufik Bachrouch
- Hélé Béji
- Amor Belhedi
- Abdesslem Ben Hamida
- Lina Ben Mhenni
- Moncef Ben Moussa
- Hédi Ben Ouezdou
- Raja Ben Slama
- Kalthoum Bornaz
- Abdelwahab Bouhdiba
- Sofiane Bouhdiba
- Mongi Bourgou
- Ahmed Brahim
- Mohamed Lotfi Chaïbi
- Abdelmajid Charfi
- Mohamed Hédi Chérif
- Fatma Chamakh-Haddad
- Mounira Chapoutot
- Khalifa Chater
- Mohamed Hédi Chérif
- Farhat Dachraoui
- Radhi Daghfous
- Rafik Darragi
- Habib Dlala
- Yassine Essid
- Michel Foucault
- Mohamed Ghozzi
- Mohamed Habib Hamed
- Hassine Raouf Hamza
- Mohamed Hassen
- Abdelhamid Hénia
- Aïcha Ibrahim
- Habib Janhani
- Chedli Klibi
- Noureddine Kridis
- Latifa Lakhdar
- Rached Limam
- Chokri Mabkhout
- Mehdi Mabrouk
- Ali Mahjoubi
- Ammar Mahjoubi
- Jaafar Majed
- Soumaya Mestiri
- Abdelkader Mhiri
- Moncef Ouannes
- Mélika Ouelbani
- Hammadi Sammoud
- Paul Sebag
- Meryem Sellami
- Béatrice Slama
- Mohamed Talbi
- Abdeljelil Temimi
- Hédi Timoumi
- Béchir Tlili
- Fathi Triki
- Mohamed Yalaoui

## Étudiants notables

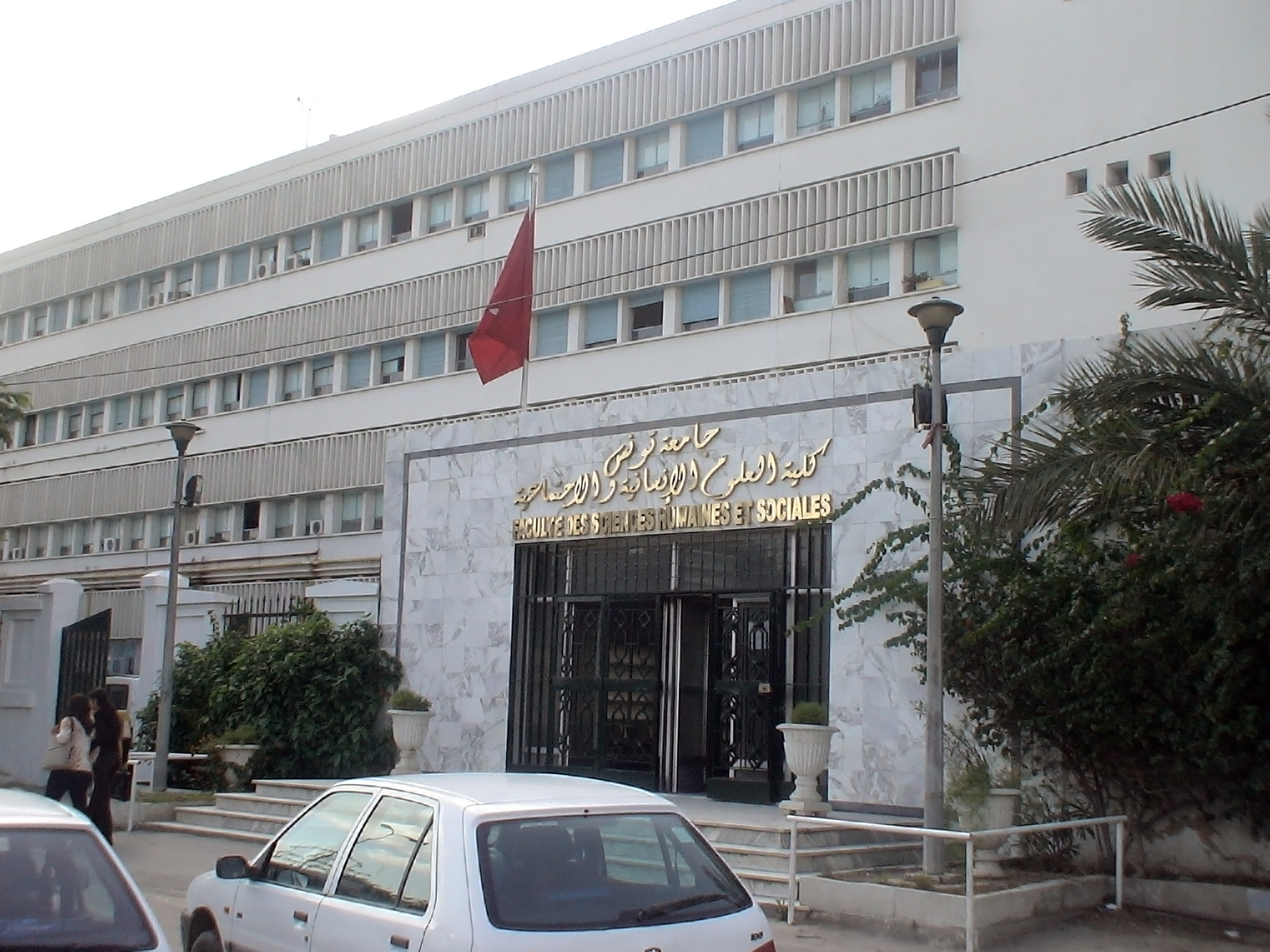
Façade de la faculté.

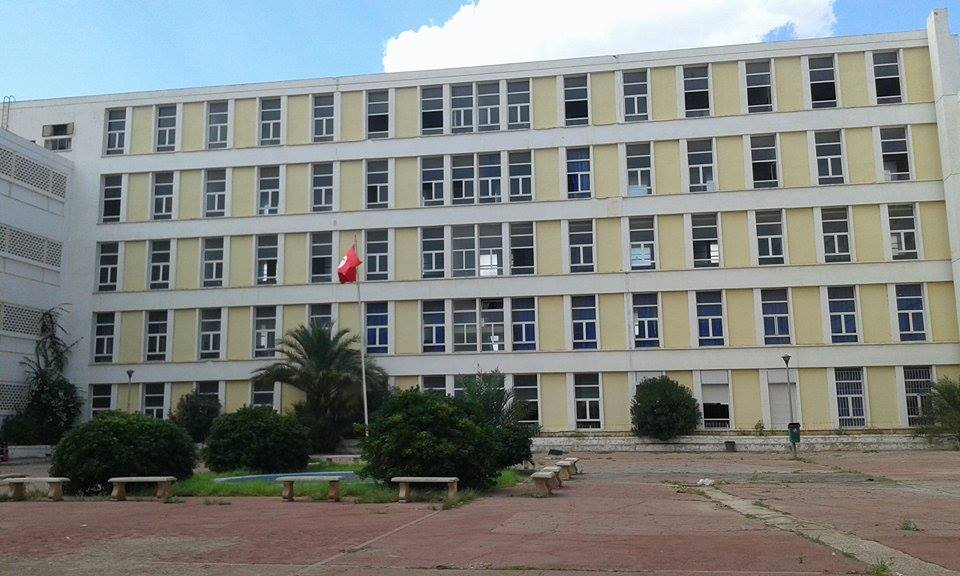
Place rouge : la place principale de la faculté.

- Abdellatif Abid
- Hassen Annabi
- Samir Ayadi
- Moncef Bel Hadj Amor
- Rafik Belhaj Kacem
- Mohamed El Aziz Ben Achour
- Raouf Ben Amor
- Abdesslem Ben Hamida
- Moncef Ben Moussa
- Habib Ben Yahia
- Hachmi Bibi
- Mohamed Bouchiha
- Abdelmajid Charfi
- Fawzi Chekili
- Radhi Daghfous
- Mohamed Dhifallah
- Abderraouf El Basti
- Chedly El Okby
- Bruno Étienne
- Mohamed Salah Fliss
- Moncef Ghachem
- Mohamed Ghariani
- Mohamed Ghozzi
- Amel Grami
- Hayet Guettat
- Hechmi Hamdi
- Hamma Hammami
- Hassine Raouf Hamza
- Abdellatif Hannachi
- Mohamed Hassen
- Nejmeddine Hentati
- Houcine Jaziri
- Fadhel Jaziri
- Ahmed Jdey
- Habib Kazdaghli
- Emna Louzyr
- Faouzi Mahfoudh
- Mohamed Tahar Mansouri
- Abdelwahab Meddeb
- Mansour M'henni
- Moncef Ouannes
- Hela Ouardi
- Mélika Ouelbani
- Mohamed Rafrafi
- Oussama Romdhani
- Youssef Rzouga
- Ahmed Saadaoui
- Hammadi Sammoud
- Habib Selmi
- Riadh Sidaoui
- Walid Soliman
- Hédi Timoumi
- Mohamed Trabelsi